# Цабель, Альберт Генрихович
Альберт Генрихович Цабель (нем. Albert Heinrich Zabel; 10 (22) февраля 1834, Берлин — 3 (16) февраля 1910, Санкт-Петербург) — российский арфист, композитор и музыкальный педагог германского происхождения. Солист Его Императорского Величества (1876).
Отец певицы Елены Самойловой.

## Биография
Родился 10 (22) февраля 1834 года в многодетной семье, жившей на окраине Берлина. В раннем возрасте у мальчика обнаружились музыкальные способности. В восемь лет он начал играть на случайно подаренной арфе. Спустя некоторое время он стал выступать на домашних концертах в богатых домах Берлина. В его краткой биографии, напечатанной в «Санкт-Петербургских ведомостях» в мае 1855 года, было указано: «арфа, подаренная отцом, сделалась источником дохода для всего семейства». О юном таланте узнал Джакомо Мейербер и «содействовал через членов королевской фамилии получению им стипендии». Это позволило поступить ему в обучение к лучшему арфисту Германии Людвигу Гримму. Цабель прошёл у него двухлетний курс обучения. После этого Мейербер способствовал определению его в Берлинскую Королевскую капеллу, где он проработал до своего отъезда из Германии в середине 1850-х годов.
В составе оркестра Йозефа Гунгля гастролировал в Германии, России, Англии и США; в России впервые побывал в 1853 году. В 1855 году был приглашён солистом в Императорскую итальянскую оперу в Санкт-Петербурге, затем перешёл в Мариинский театр, где, в частности, консультировал П. И. Чайковского при создании арфовых соло для балетов «Спящая красавица» и «Щелкунчик». Одновременно, с 1862 года был профессором по классу арфы в Санкт-Петербургской консерватории — с момента её основания. Стал основоположником петербургской школы арфистов; в числе его учеников была Е. А. Вальтер-Кюне. 
Автор Концерта для арфы с оркестром до минор Op. 35, пьес для арфы соло — в том числе Сюиты, этюдов «Маргарита за прялкой» (фр. Marguerite douloureuse au rouet) Op. 26, «У фонтана» (нем. Am Springbrunnen) и др., дуэтов. Написал также учебник: «Школы игры на арфе» (нем. Harfen-Schule фр. Méthode pour la harpe англ. Method for the harp; Лейпциг: Изд-во Ю. Г. Циммерманна, 1900; переиздание — 2003) и открытое письмо композиторам об ошибках в использовании арфы в составе оркестра (нем. Ein Wort an die Herren Komponisten über die praktische Verwendung der Harfe im Orchester; Лейпциг, 1894).
Умер 3 (16) февраля 1910 года. Похоронен в Санкт-Петербурге на Смоленском лютеранском кладбище.